# قائمة القلاع في إدنبرة
قائمة بالقلاع التاريخية في مدينة إدنبرة عاصمة اسكتلندا.

## القائمة
|    | الاسم            | الصورة                      | النوع                          | التاريخ           | الموقع     | ملاحظات |
| -- | ---------------- | --------------------------- | ------------------------------ | ----------------- | ---------- | --- |
| 1  | قلعة بارنبوجل    |                             | Tower house                    | 1881              | NT168784   | كانت هناك قلعة في بارنبوجل في وقت مبكر من القرن الثالث عشر، على الرغم من استبدالها "بمبنى عادي من القرن السابع عشر". تم استبدال منزل إيرل روزبيري، بارنبوجل في نهاية المطاف بمنزل قريب من Dalmeny في عام 1817. ودمر جزئيًا في انفجار عرضي وترك خرابًا حتى عام 1881، عندما أعاد الإيرل الخامس بناؤه لإيواء مكتبته. لا يزال المبنى الذي تم ترميمه، والذي يضم أجزاء من قلعة من القرن السابع عشر على جداره الشمالي، مسكنًا محتلاً. |
| 2  | قلعة بافيلاو     |                             | Fortified house                | 16th century      | NT167626   | نواة بافيلو عبارة عن برج من القرن السادس عشر والذي ربما كان نزلًا للصيد استخدمته الملكة ماري وجيمس السادس. يعود تاريخ المنزل الحالي إلى القرن السابع عشر، بعد أن مُنح بافيلو للورنس سكوت من هاربرريج. تم ترميم المبنى حوالي عام 1900 بواسطة روبرت لوريمر. |
| 3  | قلعة كريجكروك    |                             | Tower house                    | 17th century      | NT21067427 | تم بناء Craigcrook من قبل عائلة Adamson في القرن السابع عشر، على الرغم من أن القبو الداخلي يشير إلى أن هذا ربما كان إعادة بناء لبرج سابق. في القرن التاسع عشر، كان Craigcrook منزل اللورد جيفري، محرر إدنبرة ريفيو. تم توسيع المبنى في القرن التاسع عشر، من قبل المهندس المعماري ويليام هنري بلايفير. تم تحويله إلى مكاتب في القرن العشرين، وفي مارس 2014 تم عرضه للبيع. |
| 4  | قلعة كريجلوكهارت |                             | Tower house                    | القرن 15          | NT226703   | كانت قلعة Craiglockhart عبارة عن منزل برج مربع، تم بناؤه في القرن الخامس عشر بواسطة Lockharts of Lee. فقط الطابق الأرضي المقبب وأجزاء من الطابق الأول باقية. يصنف كنصب تذكاري مجدول |
| 5  | قلعة كريجميلار   |                             | Keep & later ranges            | بين القرنين 14-17 | NT288709   | تم منح Craigmillar للسير سيمون بريستون في عام 1374. الجزء الأول من Craigmillar هو منزل البرج المركزي أو الاحتفاظ به، والذي تم بناؤه في أواخر القرن الرابع عشر أو أوائل القرن الخامس عشر. تمت إضافة هذا على التوالي في القرنين الخامس عشر والسادس عشر من قبل عائلة بريستون بجدار ستارة ومجموعات من الغرف. تم حرق القلعة من قبل الإنجليز في عام 1543 خلال Rough Wooing. ماري ملكة اسكتلندا، أقامت في Craigmillar في القرن السادس عشر. في عام 1660، استحوذ جيلمور على القلعة، الذين قاموا بتحديث النطاق الغربي وعاشوا هناك حتى أوائل القرن الثامن عشر. كان Craigmillar خرابًا منذ عام 1775 على الأقل، وكان في رعاية الدولة منذ عام 1946. نصب مجدول، البيئة التاريخية، ممتلكات اسكتلندا. |
| 6  | برج كراموند      | Category B listed building. | Tower house                    | القرن 15          | NT189767   | تم بناء هذا البرج ذي المخطط المربع في نهاية القرن الخامس عشر لأساقفة دنكيلد. انتقل لاحقًا إلى عائلة دوغلاس ثم إلى جيمس إنجليس ، الذي قام بتوسيع البرج وتركيب نوافذ أكبر. عام 1680 ، تم بناء منزل كراموند في مكان قريب ليحل محل البرج ، الذي تم التخلي عنه لاحقًا ، وسقط في الخراب بحلول القرن التاسع عشر. تم ترميمه كمنزل في 1979-1981 وظل مسكنًا خاصًا. |
| 7  | قلعة دونداس      |                             | Tower house with later mansion | القرن 15          | NT116767   | احتفظت عائلة دونداس بهذه الأراضي منذ القرن الثاني عشر. تم بناء منزل البرج في أوائل القرن الخامس عشر وحاصر عام 1449. تشمل الزخارف اللاحقة حاجز القرن السادس عشر. في أوائل القرن التاسع عشر ، تم استخدام البرج كمصنع جعة أو معمل تقطير ، بعد أن تم بناء المنزل الريفي المجاور في عام 1818 وفقًا لتصميم تيودور القوطي من قبل ويليام بيرن. تم استخدامه كقاعدة بالون وابل خلال الحرب العالمية الثانية. تم ترميم المنزل في التسعينيات من قبل المالك الحالي ، عضو البرلمان الأوروبي السابق السير جاك ستيوارت كلارك. البرج هو أحد المباني المدرجة من الفئة أ. تم إدراج المنزل الذي يعود إلى القرن التاسع عشر بشكل منفصل في الفئة أ.                                                          |
| 8  | قلعة إدنبرة      |                             | Royal fortress                 | 12th-21st century | NT252735   | موقع قلعة منذ القرن الثاني عشر ، تحتوي قلعة إدنبرة على مبانٍ ذات فترات ووظائف متعددة ، بما في ذلك القصر الملكي والقاعة الكبرى وثكنات القرن التاسع عشر. |
| 9  | قلعة إنشغارفي    |                             | Tower house                    | القرن 15          | NT138795   | |
| 10 | قلعة لوريستون    |                             | Tower house with later mansion | 16th century      | NT204762   | تم تمديد البرج الأصلي في القرن التاسع عشر. مملوك الآن من قبل مجلس مدينة إدنبرة ولا يزال قيد الاستخدام. |
| 11 | برج لينوكس       |                             | Tower house (Ruin)             | القرن 15          | NT172669   | |
| 12 | برج ليبرتون      |                             | Tower house                    | القرن 17          | NT267694   | لا تزال مشغولة كمسكن |
| 13 | قلعة ميرشيستون   |                             | Tower house                    | القرن 15          | NT243717   | جزء من مباني جامعة نابير |

## أنظر أيضا
- القلاع في اسكتلندا
- قائمة القلاع في اسكتلندا
- قائمة المباني المدرجة في إدنبرة